# Begonia cooperi
Espèce
Begonia cooperi est une espèce de plantes de la famille des Begoniaceae.
L'espèce fait partie de la section Ruizopavonia.
Elle a été décrite en 1895 par Casimir Pyrame de Candolle (1836-1918).

## Répartition géographique
Cette espèce est originaire du Costa Rica.